# هادی رکابی
هادی رکابی (زاده ‎۸ فروردین ۱۳۶۴) یک بازیکن فوتبال اهل ایران بود.